# Teana
Teana – miejscowość i gmina we Włoszech, w regionie Basilicata, w prowincji Potenza. Według danych z 31 grudnia 2016 w gminie zamieszkiwały 592 osoby.
W Teana urodził się włoski rzeźbiarz modernistyczny - Francesco Marino, znany jako Marino Di Teana.